# نرما بنگل
نُرما بنگل (برتون: Norma Bengell؛ ‏ ۲۱ فوریهٔ ۱۹۳۵ – ۹ اکتبر ۲۰۱۳) یک هنرپیشه، کارگردان فیلم، فیلم‌نامه‌نویس اهل برزیل بود. وی بین سال‌های ۱۹۵۹ تا ۲۰۱۳ میلادی فعالیت می‌کرد.
از فیلم‌ها یا برنامه‌های تلویزیونی که وی در آن نقش داشته‌است می‌توان به قول، دل‌های شکسته و مافیایی اشاره کرد.